# Exorcist
Een exorcist, duivelbezweerder of duiveluitbanner is een geestelijke die het ritueel van exorcisme of duivelsbezwering uitvoert.

## Christendom

### Katholieke Kerk en oosters christendom
Reeds in de middeleeuwen werd de benaming exorcist toegekend aan een clericus van de lagere wijding. Alleen had deze toen een andere functie. Het was de benaming voor een misdienaar; een persoon die de priester, die reeds de Hogere Wijdingen had ontvangen, bijstond tijdens de misviering. In de Katholieke Kerk bestond er tot ongeveer 1970 de wijding tot exorcist. Deze wijding is de laatste van de vier Lagere Wijdingen die een mannelijke geestelijke op weg naar het priesterschap ontving. In de gemeenschappen die de buitengewone vorm van de Romeinse ritus gebruiken, zoals de Petrusbroederschap, bestaat deze wijding nog, evenals in het oosterse christendom. Na de wijding tot exorcist is ook de toestemming en zegen van de lokale bisschop nodig om te mogen exorciseren (kwade geesten uit te drijven). Sinds 1970 worden slechts gewijde priesters door katholieke bisschoppen aangesteld en gezegend voor de functie van exorcist, hoewel katholieke exorcisten in de westerse wereld steeds zeldzamer worden. Hierin lijkt overigens een kentering te komen, doordat vanwege het groeiend occultisme en hekserij het probleem van bezetenheid opnieuw de prioriteit kreeg van kerkelijke hoogwaardigheidsbekleders. In België zijn vooral de drie paters-exorcisten in de abdij van Averbode heel actief (een duizendtal uitdrijvingen in 2013).
Voor het exorcisme (Groot Exorcisme) zelf draagt de priester een paarse stola en heeft wijwater, kruisbeeld en het rituale (gebedenboek voor priesters) bij de hand.
In de oosters-orthodoxe kerken zijn ook priesters als exorcisten werkzaam, veelal op dezelfde manier als in de Katholieke Kerk. Toch bestaan er daar vanwege de onderlinge scheuren en versnippering der oosters-orthodoxe gemeenschappen ook priesters en monniken die geheel eigenhandig als exorcist optreden en er niet-kerkelijk goedgekeurde praktijken op na houden.
Katholieke en oosters-orthodoxe christenen die leek zijn, kunnen wel zelf een zogenaamd Klein Exorcisme bidden (bijvoorbeeld "Het gebed tot de aartsengel Michaël").

### Protestantisme
In de protestantse, evangelische en charismatische kerkgenootschappen is de functie van exorcist niet aan een gewijde man voorbehouden, maar treden veelal verschillende leiders en predikanten op als exorcisten. In veel kerkgenootschappen is de duiveluitdrijving geheel verdwenen, in andere kerkgenootschappen is het weer in opmars. Het wordt vaak gedaan door een 'team bevrijdingspastoraat'. In Pinkstergemeenten wordt er sterk de nadruk op geesten uitdrijven gelegd. In de Verenigde Staten treden veel evangelische duiveluitdrijvers op die vaak zeer emotionele exorcisme-sessies in grote groepen houden. De groep wordt vaak ook bij het exorcisme betrokken en moet de kwade geesten uitdagen door gebed en gezang.

## Islam
Ook in de islam bestaan er duiveluitdrijvers. Officiële cijfers of beschrijvingen zijn er niet. In de islam kan exorcisme of duiveluitdrijving gedaan worden door een imam, maar kan ook uitgevoerd worden door eender welk vrome persoon. Dit gebeurt middels het lezen van verzen uit de Koran en smeekbeden die men kan vinden in de Hadith (overleveringen van de profeet Mohammed).
Moslims werd aangeleerd door de profeet Mohammed hoe men de exorcisme kan uitvoeren zonder lichamelijk schade aan te brengen zoals bij de heidenen toch wel werd gedaan. In de islamitische wereld zijn veel succesverhalen terug te vinden van dergelijke uitdrijvingen.

## Heidendom
In het heidendom bestaat de exorcist in allerlei gedaanten. Zo treden vaak lokale medicijnmannen op als duiveluitdrijvers. In de Voodoo-gemeenschappen vervullen ook veel vrouwen de functie van geestenbezweerder. Omdat er in het animistisch heidendom veel contact is met geesten van de voorouders, is vooral deze groep onder de heidense religies zeer duidelijk voorzien van functies die aan die van een exorcist gelijk beschouwd kunnen worden. Er zijn vooral in landen zoals Afghanistan e.d. zulke exorcisten.